# Aloisio da Milano

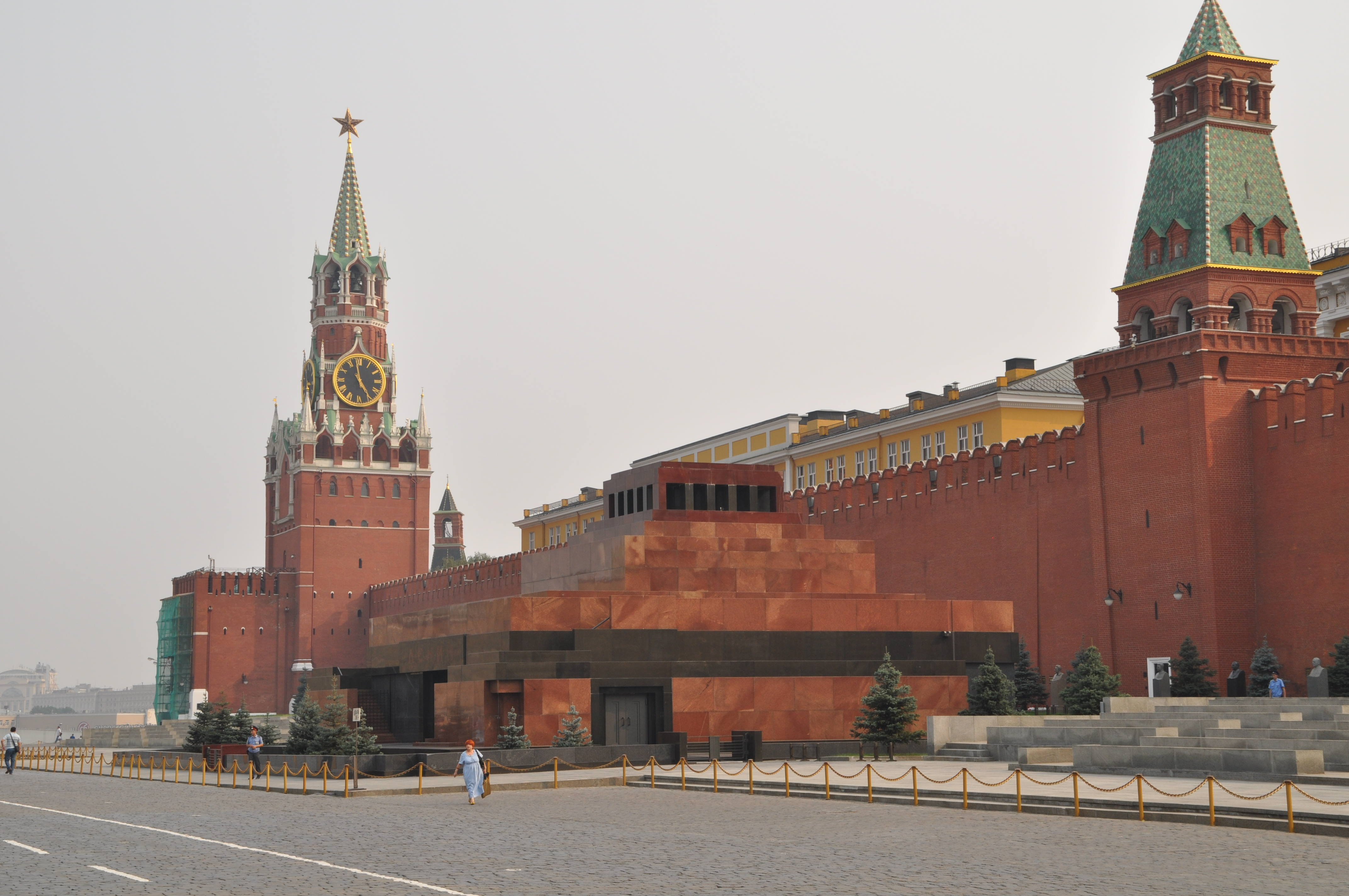
Kreml od strony Placu Czerwonego

Aloisio da Milano (znany także jako Aloisio da Carezano, Alewiz Miłaniec (Mediolańczyk) i Alewiz Friazin) – włoski architekt pracujący Wielkim Księstwie Moskiewskim.

## Życiorys
Aloisio da Carezano przybył do Moskwy w roku 1494, na zaproszenie księcia moskiewskiego Iwana III, by zastąpić zmarłego Pietro Antonio Solariego na stanowisku kierownika prac fortyfikacyjnych. W 1495 roku przebudował mury i baszty moskiewskiego Kremla wzdłuż rzeki Nieglinnaja. W latach 1499–1508 pracował przy budowie kremlowskiego pałacu Teremnoj. Od 1508 do 1516 roku wykonał od strony Placu Czerwonego fosę, zasypaną w wieku XIX. Na rzece Nieglinnaja wybudował także, w roku 1508, tamę oraz most ponad nią w roku 1516.
Być może wzniósł pierwszą cerkiew św. Antypasa z Pergamonu na Zanieglimju.